# Campoo de Yuso
Campoo de Yuso là một đô thị thuộc cộng đồng tự trị Cantabria, Tây Ban Nha. Theo điều tra dân số năm 2007, đô thị này có dân số là 759 người. Thủ phủ là La Costana.

## Biến động dân số
| 1900  | 1910  | 1920  | 1930  | 1940  | 1950  | 1960  | 1970  | 1980 | 1990 | 2000 | 2007 |
| ----- | ----- | ----- | ----- | ----- | ----- | ----- | ----- | ---- | ---- | ---- | ---- |
| 1.701 | 2.215 | 2.368 | 2.400 | 2.396 | 2.315 | 1.748 | 1.209 | 957  | 916  | 739  | 724  |

Fuente: INE